# Diecezja Ituiutaba

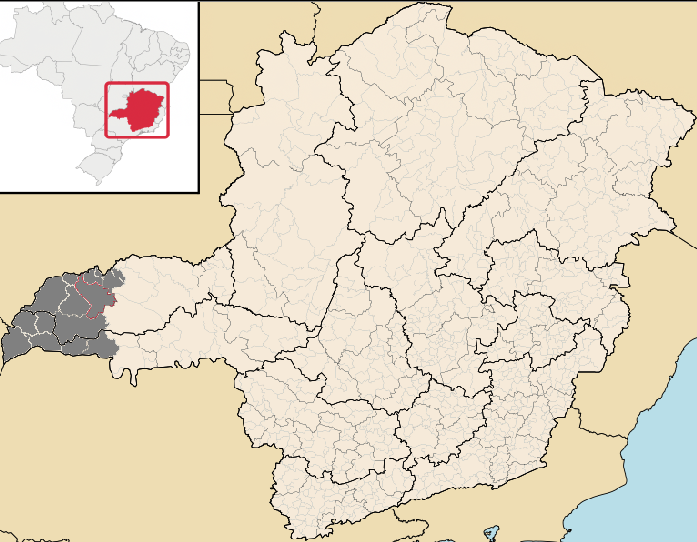
Diecezja Ituiutaba.

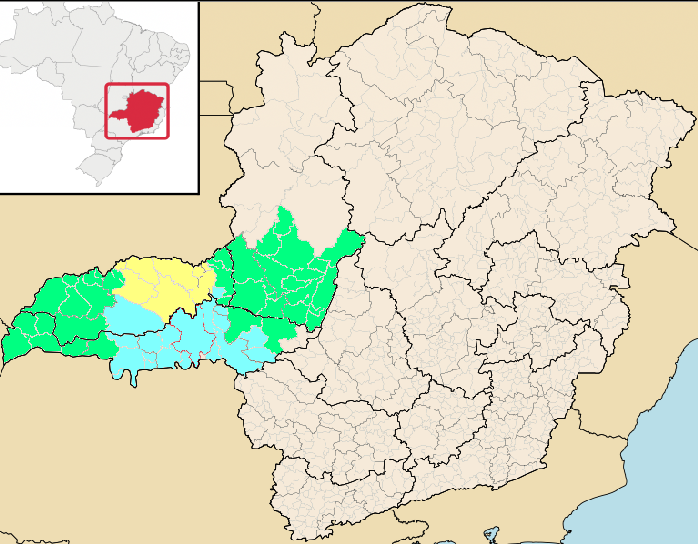
Ecclesiastical Province of Uberaba.

Regional CNBB Leste 2.

Diecezja Ituiutaba (łac. Dioecesis Ituiutabensis) – diecezja Kościoła rzymskokatolickiego w Brazylii. Należy do metropolii Uberaba i wchodzi w skład regionu kościelnego Leste II. Została erygowana przez papieża Jana Pawła II bullą Quo melius w dniu 16 października 1982.

## Biskupi diecezjalni
- Aloisio Roque Opperman SCJ (1983-1988)
- Paulo Sérgio Machado (1989-2006)
- Francisco Carlos da Silva (2007-2015)
- Irineu Andreassa OFM (2016-2025)
- Valter Magno de Carvalho (nominat)